# Gromadzka służba rolna
Gromadzka służba rolna – zespół specjalistów rolnych zatrudnionych w gromadzie, z zadaniem udzielania fachowych porad rolnikom indywidualnym. W skład gromadzkiej służby wchodzili: agronom gromadzki, zootechnik gromadzki oraz asystent agronoma i asystent zootechnika. W celu bardziej skutecznego wykonania zadań służba współpracowała z kółkami rolniczymi, spółdzielniami rolniczymi i instytucjami obsługi rolnictwa. W ramach podziału administracyjnego kraju w 1970 r. liczba gromad wynosiła 4671 jednostek szczebla podstawowego. Służba agronomiczna funkcjonowała w gromadach w latach 1968–1972.

## Powstanie gromadzkiej służby rolnej
Gromadzka służba rolna powołana została do życia uchwałą Rady Ministrów z 1968 r. Z kolei wytyczne w sprawie zadań i metod pracy gromadzkiej służby rolnej i referenta rolnego określił minister rolnictwa w 1968 r. Służbę w gromadach budowano w oparciu o przejęte etaty agronomów zatrudnionych w powiatowych związkach kółek rolniczych (5268 osób), zootechników zatrudnionych w powiatowych radach narodowych (1438 osób), służby instruktorskiej związków i zrzeszeń branżowych (450 osób), instruktorów poradnictwa żywieniowego spółdzielni mleczarskich (800 osób), służby instruktorskie przemysłu rolno-spożywczego (900 osób) oraz służby przemysłu lekkiego (100 osób). Zgodnie z zarządzeniem przekazanie służby wiązało się z przekazaniem etatów, limitów funduszu płac i środków budżetowych przewidzianych w planach finansowym jednostki.

## Stanowiska w gromadzkiej służby rolnej
Stanowiska gromadzkiej służby rolnej utworzone zostały przy prezydiach gromadzkich rad narodowych. W gromadach o dużym obszarze użytków rolnych, znacznym udziale gospodarstw powyżej 2 ha, niedostatecznym poziomie kultury rolnej, tworzono stanowiska asystenta agronoma i asystenta zootechnika. Gminy były zobowiązane do utworzenia stanowiska referenta rolnego (do 1970). Bezpośrednie kierownictwo nad gromadzką służbą rolną sprawował agronom, wyznaczony przez przewodniczącego gromadzkiej rady narodowej. Natomiast nadzór fachowy i merytoryczny nad służbami sprawował wydział rolnictwa powiatowej rady narodowej.

## Obowiązki i zadania gromadzkiej służby rolnej
Podstawowym obowiązkiem gromadzkiej służby rolnej było zapewnienie dalszego wzrostu produkcji rolniczej oraz doskonalenie produkcji objętej kontraktacją. Do zadań służby należało organizowanie racjonalnego wykorzystania środków produkcji, a zwłaszcza nawozów mineralnych i przemysłowych mieszanek paszowych. Wymienione zadania służba realizowała poprzez szkolenia rolników, organizowanie demonstracji i pokazów, popularyzowanie wyników badań naukowych i postępowych metod produkcji. Upowszechnianie nowości rolniczych dokonywano poprzez przodujące gospodarstwa rolne oraz przez bezpośredni instruktaż. Wśród szczegółowych zadań było realizowanie planu gromadzkiego rozwoju gromady, planu ochrony roślin, ustalanie zadań kontraktacyjnych wsi, upowszechnianie postępowych metod chowu zwierząt gospodarskich oraz organizowanie gniazd reprodukcyjnych. W tym zakresie obowiązywał program agrominimum ustanowiony w 1963 r., który miał na celu szybkie podniesienie kultury rolnej i wykorzystanie rezerw produkcyjnych. Ustawa z 1967 r. o obowiązku stosowania nawozów mineralnych obligowała rolników do stosowanie minimalnych dawek nawozów mineralnych, w celu zapewnienia odpowiedniego wzrostu produkcji rolniczej. Rozporządzenie ministra rolnictwa z 1968 r. w sprawie objęcia upraw zbóż i ziemniaków obowiązkiem planowego odnawiania materiału siewnego, zobowiązywało rolników do stosowania kwalifikowanego materiału siewnego.